# Muhammet Yürükuslu
Muhammet Yürükuslu (* 12. März 1991 in Meram; † 16. Februar 2018) war ein türkischer Fußballspieler.

## Karriere
Yürükuslu erlernte das Fußballspielen in seiner Heimatstadt in der Jugend vom Amateurverein Torku Konyaspor. 2009 erhielt er hier einen Profivertrag, spielte aber weiterhin fast ausschließlich für die Reservemannschaft. Lediglich am letzten Spieltag gab er in der Zweitligapartie sein Debüt bei den Profis. Zur Saison 2010/11 wurde er an den Viertligisten Denizli Belediyespor ausgeliehen und erreichte mit dieser Mannschaft über die errungene Meisterschaft der TFF 3. Lig den direkten Aufstieg in die TFF 2. Lig. 
Für die Saison 2011/12 wurde Konyaspor ein Transferverbot seitens der UEFA auferlegt, sodass man mit den vorhandenen Spielern bzw. mit den Spielern aus den Jugend- und Reservemannschaften die Saison überstehen musste. So wurde Yürükuslu zur anstehenden Saison in den Profikader eingegliedert. Bis zum Saisonende absolvierte er 20 Ligabegegnungen und schaffte es mit seiner Mannschaft 2012/13 in die Relegation der TFF 1. Lig, in der der Aufstieg in die Süper Lig gelang.
Für die Rückrunde der Saison 2013/14 wurde Yürükuslu an den Partnerverein Anadolu Selçukluspor ausgeliehen.
Zur Saison 2014/15 wechselte Yürükuslu zum Zweitligisten Altınordu Izmir. Nachdem er hier bis zur Rückrunde in lediglich vier Ligaspielen zum Einsatz gekommen war, wechselte er in der Winterpause zum Viertligisten Sakaryaspor. Am Saisonende zog er dann innerhalb der TFF 3. Lig zum südostanatolischen Vertreter Diyarbakırspor weiter.

## Tod
Muhammet Yürükuslu starb am 16. Februar 2018 im Alter von 26 Jahren, nachdem er am 26. Januar 2018 eine Hirnblutung erlitten hatte.

## Erfolge

### Als Spieler
Mit Denizli Belediyespor:
- Playoff-Sieger der TFF 3. Lig und Aufstieg in die TFF 2. Lig: 2010/11

Mit Torku Konyaspor
- Playoff-Sieger der TFF 1. Lig und Aufstieg in die Süper Lig: 2012/13
- TSYD-Pokal-Sieger (Ankara): 2013